# Столяр, Александра Константиновна
Алекса́ндра Константи́новна Столяр (род. 18 ноября 1992, Москва, Россия) — российская профессиональная баскетболистка, чемпионка мира по баскетболу 3×3 2017 года. Заслуженный мастер спорта России.

## Карьера
На молодёжном чемпионате Европы 2012 года была одной из самых полезных баскетболисток в составе россиянок. Завоевала серебро в составе команды.
Бронзовый призёр летней Универсиады 2015 года.
Профессиональную карьеру начинала в дубле столичного «Динамо». В 2011—2013 годах играла в составе БК «Вологда-Чеваката». В 2013—2014 годах защищала цвета БК «Ростов-Дон». В 2014—2015 годах — в курском «Динамо».
С 2016 по 2018 год выступала в составе БК «Казаночка».
На чемпионате мира по баскетболу 3×3 во французском Нанте сборная России в составе Александры Столяр, Анны Лешковцевой, Анастасии Логуновой и Татьяны Петрушиной завоевали «золото». В том же составе россиянки в Амстердаме выиграли и чемпионат Европы по баскетболу 3×3.

## Семья
Александра родилась в спортивной семье. Отец в прошлом легкоатлет, мастер спорта СССР, а ныне — доцент кафедры физического воспитания РЭУ им. Г. В. Плеханова. Мать также бывшая легкоатлетка, в настоящее время доцент Института физической культуры, спорта и здоровья (Кафедра спортивных дисциплин и методики их преподавания). Баскетболом, кроме Александры, занимается её сестра Ольга (род. 1999) — чемпионка мира (U19).